# AquaDom
AquaDom (kết hợp tiếng Latinh và tiếng Đức: "mái vòm nước" hay "nhà thờ nước") là thuỷ cung tích hợp thang máy được xây dựng bên trong khách sạn Radisson Blu tại khu phức hợp giải trí DomAquarée trên phố Karl-Liebknecht-Straße ở Berlin, Đức. Thuỷ cung có kiến trúc hình trụ cao 25 m làm bằng kính acrylic, là nơi cư trú cho hơn hai ngàn loài sinh vật biển trong một triệu lít nước. Ngày 16 tháng 12 năm 2022, AquaDom bị vỡ và nổ tung, khiến cho toà nhà và dãy phố bên ngoài ngập tràn trong nước, giết chết khoảng một ngàn con cá và làm 2 người bị thương.

## Quy mô

### Kiến trúc

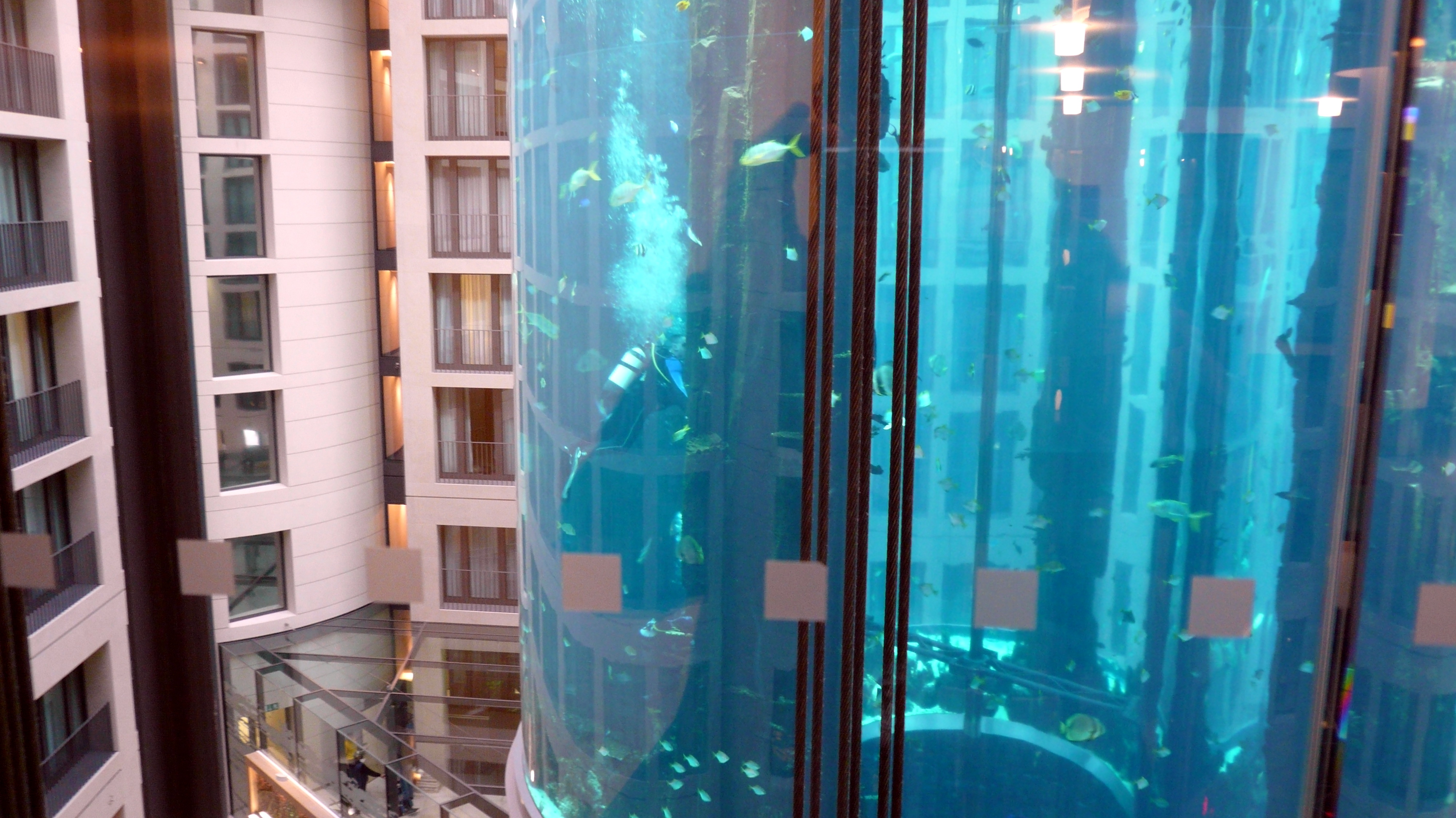
Một thợ lặn đang làm việc bên trong thuỷ cung

AquaDom nằm trong quần thể thuỷ cung Sea Life Berlin nhưng thuộc quyền sở hữu và quản lý của công ty Union Investment. AquaDom đi vào hoạt động vào ngày 2 tháng 12 năm 2003 với tổng chi phí xây dựng là 13,8 triệu euro. Thuỷ cung được thiết kế bởi Sergei Tchoban và được xây dựng bởi tập đoàn International Concept Management, sử dụng vật liệu do Reynolds Polymer Technology sản xuất.
AquaDom là thuỷ cung hình trụ với 41 tấm kính acrylic (dày 22 cm ở mặt dưới và 18 cm ở mặt trên), bao gồm 26 tấm phía ngoài và 15 tấm phía trong cho thang máy, được lắp ráp tại chỗ bên trong khu phức hợp. Thuỷ cung có đường kính 11,5 m và chiều cao 16 m được đặt trên nền móng cao 9 m và có dung tích 1 triệu lít. Với kiến trúc đồ sộ, Sách Kỷ lục Guinness ghi nhận AquaDom là thuỷ cung hình trụ lớn nhất thế giới. Ngoài ra, trong lòng trụ chính giữa thuỷ cung được tích hợp thang máy vách kính chạy thẳng từ chân bể lên đỉnh, và một nhà hàng được xây dựng bên trên dành cho khách tham quan.

### Hoạt động
AquaDom chứa khoảng 940.000 lít nước mặn tạo thành một cột nước cao 14 mét. Thuỷ cung là môi trường sinh sống của khoảng 2.600 con cá nhiệt đới thuộc hơn 56 giống loài khác nhau, mỗi ngày cần cung cấp 8 kg thức ăn. Hai thợ lặn chuyên nghiệp được phụ trách việc chăm sóc và dọn dẹp thuỷ cung mỗi ngày. Nhiệt độ nước trong thuỷ cung luôn được giữ ở mức 26–27 °C. Khách tham quan có thể ngắm nhìn những con cá qua chuyến đi bằng thang máy kéo dài 10 phút, bao gồm cả hướng dẫn viên cho biết thông tin về môi trường sống trong thuỷ cung.
Năm 2020, thuỷ cung được bảo trì và nâng cấp. Lượng nước bên trong bể được hút cạn và những con cá được di chuyển tạm thời sang khu giao phối bên dưới tầng hầm. Theo Union Investment, đáy của thuỷ cung được hàn mới và được gia cố thêm một lớp xi lanh. Lớp kính hình trụ được sửa chữa và đánh bóng, và thang máy cũng được bảo trì. Đây là lần cuối cùng thuỷ cung được bảo trì trước khi bị vỡ sau này.

## Sự cố vỡ thuỷ cung

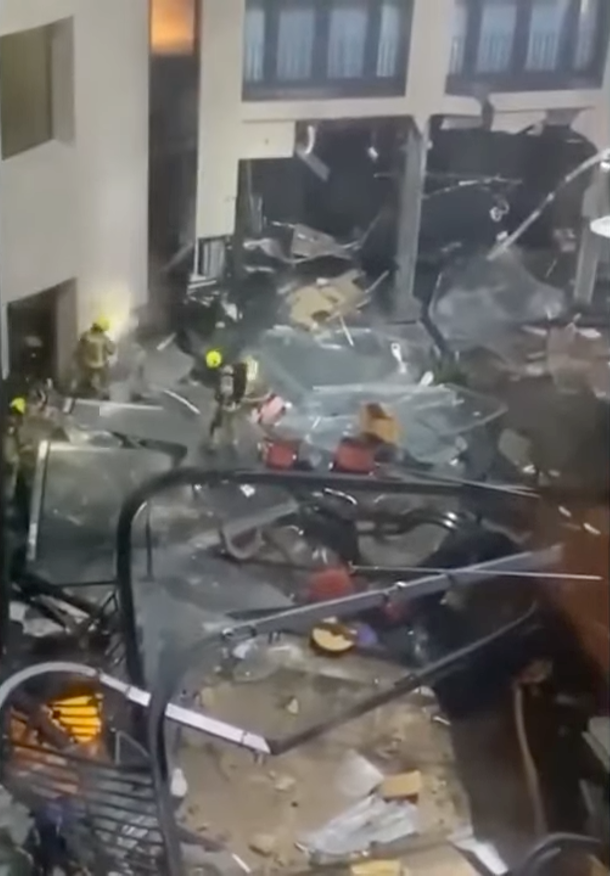
Lực lượng cứu hộ được điều động trong sự cố vỡ thuỷ cung AquaDom

### Diễn biến
Sự cố xảy ra khi thuỷ cung bị vỡ tung lúc 5:45 sáng ngày 16 tháng 12 năm 2022 theo giờ địa phương. Tất cả lượng nước bên trong bể bị tràn và khiến cho khu vực bên trong toà nhà và mặt đường bên ngoài ngập trong nước, phá huỷ toàn bộ nội thất ở tầng trệt, tầng hầm và những toà nhà lân cận, bao gồm vài quán cà phê, một cửa hàng sô-cô-la và một bảo tàng. Sự cố khiến hai người, với một người là nhân viên khách sạn, bị thương và phải nhập viện do bị mảnh vỡ từ bể cá đâm trúng. Lực lượng cứu hộ và cảnh sát được điều động giải cứu và dọn dẹp trên diện rộng. Khoảng 350 người bên trong toà nhà được yêu cầu sơ tán khỏi khách sạn. Hầu hết những con cá trong thuỷ cung đều bị cuốn theo ra mặt đường và chết ngạt, tuy nhiên vài trăm con cá và sinh vật ở những khu vực khác trong tình trạng mất điện vẫn may mắn sống sót. Các nhà chức trách cho biết nếu sự cố xảy ra trễ hơn trong ngày, thiệt hại gây ra sẽ khủng khiếp hơn và chắc chắn sẽ có thương vong về người.
Sau 12 giờ dọn dẹp, lực lượng cứu hộ cho biết đa số lượng nước đều đã chảy xuống hệ thống thoát nước. Hiện trường bên trong khách sạn và mặt đường bên ngoài như một mớ hỗn độn, với nhiều mảnh vụn và xác cá chết. Do thời tiết âm độ ở Đức, nước bị tràn trên mặt đường đóng băng và cần phải điều động thêm lực lượng để loại bỏ. Sự cố dữ dội đến mức địa chấn kế trong địa phương có thể ghi nhận được. Khách sạn và những toà nhà lân cận bị ảnh hưởng có khả năng sẽ phải đóng cửa trong vài tháng.

### Nguyên nhân
Cảnh sát cho biết hiện nguyên nhân xảy ra sự cố vẫn chưa được làm rõ. Không có dấu hiệu cho thấy sự cố là do hành động ác ý. Các quan chức môi trường đưa ra giả thuyết rằng nguyên nhân là do chênh lệch nhiệt độ môi trường ban đêm ở Đức (−9 °C) so với nhiệt độ nước bên trong thuỷ cung (26 °C) khiến mặt kính bị nứt và phát nổ dưới áp lực nước. Vật liệu kém bền theo thời gian cũng là một nguyên nhân có khả năng gây ra sự cố.
Ngày 24 tháng 10 năm 2023, các nhà chức trách tuyên bố kết thúc điều tra nguyên nhân vỡ thuỷ cung do không tìm được kết luận rõ ràng.